# Крецу, Корина
Корина Крецу (рум. Corina Crețu, род. 24 июня 1967) — румынский политик, европейский комиссар по региональной политике в Комиссии Юнкера с 1 ноября 2014 года.

## Карьера
В 1989 году окончила факультет кибернетики Экономической Академии Бухареста, после чего в течение года работала экономистом на предприятии в Блаже. С 1990 по 1992 год работала в качестве журналиста и политического комментатора в ряде румынских периодических изданий. В течение последующих четырёх лет, с 1992 по 1996 год, Крецу занимала должность представителя президента в кабинете Иона Илиеску, а в период с 2000 по 2004 год, во время второго срока Илиеску в качестве президента Румынии, была советником и представителем президента, а также главой Департамента по связям с общественностью.
В 1996 году она вступила в Социал-демократическую партию. В 2000 году Крецу была избрана в румынский Парламент, а в 2004 году — в Сенат. В качестве сенатора она работала в Комитете по внешней политике, а также была полноправным членом румынской делегации в Парламентской ассамблее ОБСЕ. В 2007 году, вслед за вступлением Румынии в ЕС, Крецу получила место в Европейском парламенте, куда была впоследствии переизбрана в 2009 и 2014 году. С 1 ноября 2014 года являлась европейским комиссаром по региональной политике.
1 июля 2019 года вышла из Комиссии Юнкера ввиду избрания в Европейский парламент по итогам выборов 2019 года (временно исполняющим обязанности еврокомиссара по региональной политике стал Йоханнес Хан).
17 января 2019 года Крецу объявила, что выдвигается кандидатом на выборы в Европейский парламент от партии PRO Romania. В марте 2019 года она присоединилась к партии.